# Lars Chemnitz
 Der er for få eller ingen kildehenvisninger i denne artikel, hvilket er et problem. Du kan hjælpe ved at angive troværdige kilder til de påstande, som fremføres i artiklen.

Lars Hans Jens Josva Chemnitz (26. oktober 1925 i Nuuk (Godthåb) – 18. november 2006) var en grønlandsk politiker og landsrådsformand. Fra 1995 til sin død boede han og hustruen i Svendborg. Hans far var Udstedsbestyrer Jørgen Niels Peter Chemnitz (1890-1956)

## Erhvervsmæssig karriere
Lars Chemnitz var uddannet lærer fra Iliniarfissuaq (Grønlands Seminarium) i Nuuk (1946) og fra Haslev Seminarium (1956). Senere supplerede han uddannelsen med årskurser.
Han havde arbejde som lærer på Haslev Borgerskole (1952-53), Hornbæk Kurbad (1953-55), Helsinge Kommuneskole (1955-57), Sønderborg Idrætshøjskole (1957-58), lærer i Nuuk (1958-60), viceskoleinspektør i Qaqortoq (1960-63), skoledistriktsleder i Qaanaaq (1964-66), skoleinspektør i Ilulissat (1966-68) og forstander for den grønlandske efterskole Lægården i Holstebro (1968-69). Siden fungerede han som konsulent for grønlandske anliggender i Udenrigsministeriet (1985-86) og personaleudviklingskonsulent i Grønlandsbanken A/S (1986-89).

## Politisk karriere
Chemnitz var medlem af Grønlands Landsråd, valgt i Bugtens valgkreds ved Ilulissat (1967-75), valgt i Midtkredsen ved Nuuk 1975-79. I perioden 1971-79 var han formand for Grønlands Landsråd og deltog bl.a. i fiskeriforhandlingerne med Færøerne og senere med EF, om først Grønlands medlemskab på baggrund af det danske ja ved folkeafstemningen i 1972 og efterfølgende Grønlands udmeldelse af fællesskabet i 1985 efter en folkeafstemning, hvor der var smalt flertal herfor.
Lars Chemnitz var desuden medlem af Hjemmestyrekommissionen, der udarbejdede grundlaget for indførelse af hjemmestyre i Grønland. Da Dronning Margrethe II 1. maj 1979, på dagen for lovens ikraftræden, overrakte loven om Grønlands hjemmestyre, var det netop Lars Chemnitz, der på vegne af det grønlandske folk, modtog loven af dronningens hånd.
Lars Chemnitz var forud valgt til det første Landsting, der skulle virkeliggøre intentionerne i hjemmestyreloven for partiet Atassut, der første gang stillede op til folketingsvalget i 1977. Atassut, der betyder samhørighed, blev samlingssted for de mere moderate grønlandske politikere som modvægt til organiseringen af ’den ny politik’ i bevægelsen Siumut. Lars Chemnitz blev partiets første formand og var det frem til 1984, hvor han forlod Landstinget for at tiltræde en stilling konsulent for grønlandske anliggender i Udenrigsministeriet. Under sit arbejde i Landstinget var Lars Chemnitz medlem af Landstingets økonomiske planlægningsudvalg, Fællesrådet for mineralske råstoffer i Grønland, Styrelsesrådet for Den Kongelige Grønlandske Handel og Sundhedsbestyrelsen. Hans slogan i formandstiden var ’mennesket i centrum’.

## Tillidsposter
Lars Chemnitz har været medlem af bestyrelsen for Den Kongelige Grønlandsfond, medlem af Executive Council af Inuit Circumpolar Conference (ICC) 1980-86 og formand for Det grønlandske Selskab (1985-87).

## Hædersbevisninger
I 1989 modtog han kommandørkorset af Dannebrogsordenen.